# Nyctinomops macrotis
Nyctinomops macrotis é uma espécie de morcego da família Molossidae. Pode ser encontrada na América do Norte, Central e do Sul.

## Taxonomia
Foi descrito como uma nova espécie em 1839 pelo zoólogo britânico John Edward Gray. Gray o colocou no agora extinto gênero Nyctinomus, com um binômio de Nyctinomus macrotis. O holótipo foi coletado em Cuba por William Sharp Macleay.

## Descrição
É o maior integrante do gênero Nyctinomops, com um comprimento médio do antebraço de 60 mm (2.4 in). Pesa aproximadamente 20.6 g (0.73 oz).
Tem uma envergadura de 417–436 mm (16.4–17.2 in). Seu pelo é brilhante e de cor variável, variando do marrom pálido ao marrom escuro ou enegrecido. Ao todo, possui 30 dentes.

## Biologia e ecologia
Com base na morfologia da asa, provavelmente tem um voo rápido. Sua velocidade de vôo pode exceder 40 km/h (25 mph).

## Habitat
Seu alcance inclui muitos países das Américas do Sul, Central e do Norte, incluindo: Argentina, Brasil, Canadá, Colômbia, Cuba, Ecuador, Estados Unidos, Guiana Francesa, Guiana, Haiti, Jamaica, México, Suriname, República Dominicana e Venezuela. Possivelmente também é encontrado no Uruguai. Os indivíduos documentados no Canadá e nos estados norte-americanos de Iowa e Kansas são considerados vagantes ou registros extralimitais. No entanto, a espécie é registrada em outros estados dos EUA, como Texas, Califórnia, Nevada e Utah. Foi documentada em uma variedade de elevações, desde o nível do mar até 2,600 m (8,500 ft) acima do nível do mar.

## Conservação
Em 2015, foi avaliada como uma espécie pouco preocupante pela União Internacional para a Conservação da Natureza (IUCN), que é sua prioridade de conservação mais baixa. Tal avaliação foi conferida pois trata-se de espécie com grande extensão geográfica, sendo improvável que esteja experimentando um rápido declínio populacional, bem como sua população é presumivelmente grande.